# Гутман, Мойша Львович
Мойша Львович Гутман (бел. Мойша Львовіч Гутман; 21 сентября 1883 или 1888, Вяпряй, Укмергский район — 20 июня 1938) — политик и активист литовско-еврейского происхождения, который действовал на территории современных Белоруссии и Украины в первой четверти XX века. Являлся министром без портфеля в недолго просуществовавшей независимой Белорусской Народной Республике (1918–1919).

## Биография
Родился в Вепряе, Ковенская губерния, в настоящее время Литва.
В конце 1917 года был избран членом Исполнительного комитета Белорусского Национального Совета как представитель еврейского меньшинства.
В марте 1918 года после объявления независимости Белоруссии представлял еврейское меньшинство в белорусском правительстве. Также помог разработать первую конституцию Белорусской Народной Республики.
В 1938 году был казнен во время Большого террора.